# Тамаш Есе

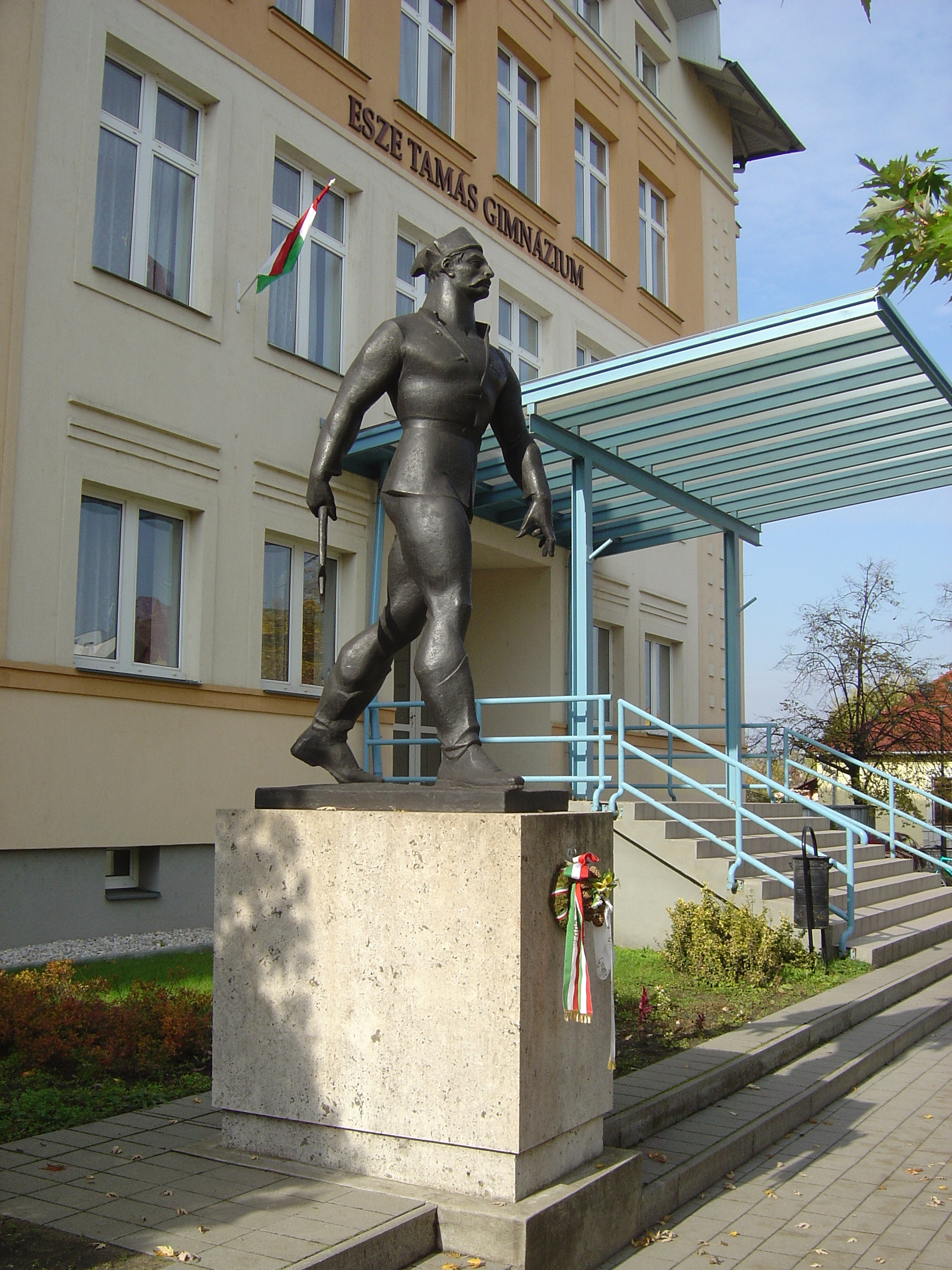
Статуя Тамаша Есе в Матесальці перед гімназією його імені

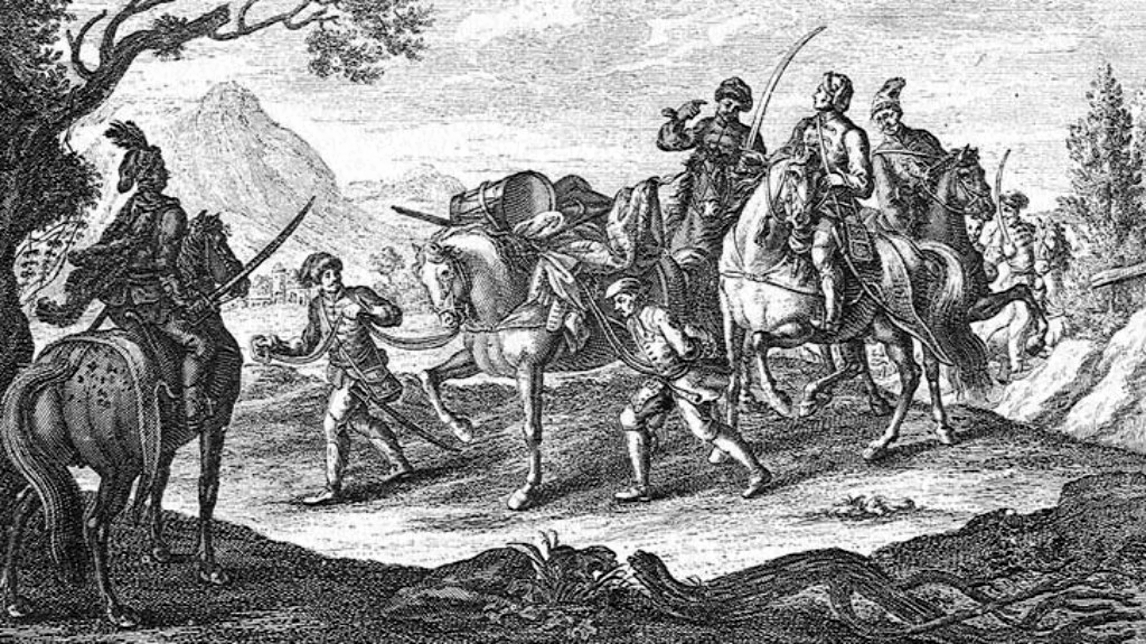
Вершники куруців захопили в полон австрійських солдат

Тамаш Есе (угор. Esze Tamás; 30 листопада 1666, Тарпа, суч. Угорщина — 27 травня 1708, табір куруців у Нітрі, суч. Словаччина) — куруцький бригадир, один із угорських селянських вождів під час повстання.

## Родина
Рід Еше, ймовірно, вже існував у Тарпі наприкінці 16 століття. Батько Тамаша Есе був заможним фермером, який мав шість акрів землі, сім корів старше одного року, а також служив вільним солдатом, піхотинцем замку Ечед. Його матір'ю була Анна Мартон, кріпачка з Тарпи, а дружиною — Анна Біро, яка овдовіла і вийшла заміж за Дєрдя Кемечея.

## Життєпис
Близько 1696 року він долучився до таємної організації бідних селян, але не зміг взяти участь у гірському повстанні, оскільки Шандор Карої, голова округу Сату-Маре, заарештував його ще до початку повстання. Він був звільнений після поразки повстання і в 1698—1701 роках утримував свою сім'ю, продаючи сіль. Незабаром імперський уряд монополізував торгівлю сіллю, тому соляні офіцери в Тисауйлаку конфіскували його вози. Потім він втік з дружиною до далекого родича в Дебрецені і знову опинився серед утікачів. Наприкінці 1702 року він приєднався до піхотного полку Павла Багоші як рекрут разом з Альбертом Кішем, колишнім лейтенантом Імре Текелі. Вони готували збройне повстання під приводом участі у війні проти французів; насправді ж завербовані ветерани та стрільці брали участь в організації антигабсбурзького повстання. Ранньою весною 1703 року вони втекли, оскільки корпус отримав наказ брати участь у війні за іспанську спадщину на заході, і разом зі своїми людьми знову подалися до бережанських лісів, не маючи при собі жодної зброї. Після зустрічі в лісі з утікачами Тамаш Есе та Альберт Кіш відправили двох своїх товаришів у посольство до Ференца II Ракоці та Міклоша Берчені, які втекли до Польщі. Після кількох місяців перебування посланців обидва володарі пристали на прохання втікачів, а Ракоці вирішив очолити повстання. Тамаш Есе сам очолив третє посольство втікачів до Бережанів, де Ракоці призначив Тамаша першим полковником куруців і передав йому Бережанський маніфест та прапори, які 21 — 22 травня 1703 року були підняті на ринках Тарпи, Вари та Берегово, всупереч наказам Ракоці.
Спочатку шляхта була стривожена, думаючи, що спалахнуло селянське повстання, оскільки більшість тих, хто приєднався до Тамаша Есе, були простолюдинами. Війська Тамаша Есе дійшли до Довгого, погано екіпіровані, озброєні переважно холодною зброєю (переважно пряма коса, спис, шабля) та кількома кремінними рушницями і пістолетами малої потужності. Шандор Карої віддав наказ про мобілізацію, та звернувся за допомогою до імперських військ у цьому регіоні. Дворянські кавалерійські загони, доповнені імперським кавалерійським полком, застали непідготовлених гірських повстанців зненацька біля села Довге. Хоча люди Есе відбили атаку шляхти, вони були атаковані в другій лінії імперськими військами, які їх розсіяли. Шандор Карої також захопив прапори, подаровані Ракоці, і забрав їх до Відня. Попри військову поразку, організація не припинила своєї діяльності, і боротьба відновилася з новою силою, коли Ракоці перетнув польський кордон.
Тамаш Есе був чинним полковником в армії куруців до самої смерті. Він був не стільки ефективним командиром, скільки чудовим військовим організатором. Брав участь в облозі Калло, Сату-Маре, Токаю (1703—1704), обороні Кошиці (1706), воював на у високогір'ї та Трансільванії. Він завжди був у пошані у Ракоці, який 20 листопада 1703 року звільнив його з кріпацтва, 18 квітня 1707 року підвищив до бригадного генерала, а 24 березня 1708 року надав йому та його родині дворянство.
Загинув за нез'ясованих обставин, намагаючись розняти бійку між куруцами.

## Пам'ять
В Угорщині, у Будапешті на честь Тамаша Есе названо вулицю. Угорський художник Ендре Веспремі написав картину «Зустріч Ракоці та Тамаша Есе».
Дворянська грамота з гербом нині зберігається в архіві округу Толна.